# Дёмина, Светлана Александровна
Светла́на Алекса́ндровна Дёмина (в девичестве — Якимова; 18 апреля 1961) — советский и российский стрелок, серебряный призёр Олимпийских игр. Заслуженный мастер спорта России.
В честь Светланы Дёминой в городе Тетюши Республики Татарстан названа улица.

## Карьера
Тренировалась под руководством Султана Яруллина и Сергея Дёмина.
На своей первой Олимпиаде Светлана представляла СССР и участвовала в ските. Следующие Игры она пропустила, а в 1996 в дубль-трапе стала 17-й. На Олимпийских играх в Сиднее Дёмина вновь выступала в ските и выиграла серебряную медаль, уступив лишь азербайджанке Земфире Мефтахетдиновой, которая установила олимпийский рекорд. На Играх в 2004 и 2008 годах Светлана в ските становилась 9-й и 11-й соответственно.
Четырёхкратная чемпионка мира, обладательница одной серебряной и трёх бронзовых медалей первенства.